# Мервель Бокаді
Мервель Бокаді (фр. Merveille Bokadi, нар. 17 квітня 1992, Кіншаса) — конголезький футболіст, півзахисник льєзького «Стандарда».
Виступав, зокрема, за клуб «ТП Мазембе», а також національну збірну Демократичної Республіки Конго.

## Клубна кар'єра
Футболом почав займатися в клубах «АК Матета» та «Жак Герітаж». В 2012 році перейшов до молодіжної команди «ТП Мазембе». У дорослому футболі дебютував 2013 року виступами за команду «ТП Мазембе», кольори якої захищає й донині. В складі цього клубу в 2013, 2014 та 2016 роках ставав переможцем Лінафуту. У 2015 році в складі клубу з Лубумбаші став переможцем Ліги чемпіонів КАФ, після перемоги в фіналі над УСМ Алжир, а в наступному році й Суперкубку КАФ та Кубку конфедерації КАФ. Перемога в африканській Лізі чемпіонів КАФ дозволила йому взяти участь у Клубному чемпіонаті світу з футболу 2015 року в Японії.
31 січня 2017 року перейшов до складу льєзького «Стандарда» на правах оренди з правом викупу.

## Виступи за збірну
У складі конголезької збірної брав участь в Турнірі в Тулоні в 2013 році. В 2016 році брав участь в Чемпіонаті африканських націй у Руанді. На цьому турнірі відзначився голом у воротах Анголи. Збірна ДР Конго на цьому турнірі стала переможцем, у фіналі перемогла збірна Малі. 
17 січня 2016 року дебютував у складі ДР Конго у переможному (3:0) матчі проти Ефіопії на Чемпіонаті африканських націй. 26 березня 2016 року він зіграв свою першу гру в стартовому складі на Стад де Мартір проти Анголи (перемога з рахунком 2:1). Наразі провів у формі головної команди країни 14 матчів, забивши 1 м'яч.
У складі збірної був учасником Кубка африканських націй 2017 року у Габоні. На цьому турнірі грав на різноманітних позиціях у захисті та півзахисті збірної, допоки в фіналі не поступилися збірній Гани.

## Досягнення
ТП Мазембе
- Лінафут:
  -  Чемпіон (2): 2013/14, 2015/16
  -  Срібний призер (1): 2014/15

- Ліга чемпіонів КАФ:
  -  Володар (1): 2015

- Суперкубок КАФ:
  -  Володар (1): 2016

- Кубок конфедерації КАФ:
  -  Володар (1): 2016

### У збірній
ДР Конго
- Чемпіонат африканських націй:
  -  Володар (1): 2016